# Skati
Skati (znanstveno ime Batoidea) so skupina hrustančnic, v katero uvrščamo okoli 560 vrst. Skati so sorodni morskim psom, zato jih skupaj uvrščamo v podrazred Elasmobranchii. Za razliko od morskih psov so skati zaradi razširjenih prsnih plavuti sploščene romboidne oblike. Skate v splošnem delimo na štiri rede, in sicer na morske biče (Myliobatiformes), prave skate (Rajiformes), električne skate ali tršnjake (Torpediniformes) ter pilarje (Pristiformes).
Večina skatov biva blizu morskega dna ob obalah. Prehrana se razlikuje od skupine do skupine, vendar je večina skatov mesojedih. Razmnožujejo se z notranjo oploditvijo.
Morski biči imajo na koncu repa strupeno bodico, ki jo sicer dokaj redko uporabijo v samoobrambi. Poškodbe zaradi vbodov so pri človeku dokaj redke, do njih pa povečini pride takrat, kadar človek pomotoma stopi na skata, ki je zakopan v pesku oz. sedimentu. Medijsko najodmevnejša je bila smrt Steva Irwina, avstralskega zoologa, ki ga je morski bič zabodel neposredno v srce, zaradi česar je izkrvavel.

## Telesne značilnosti
Kot pri vseh hrustančnicah je tudi notranji skelet (endoskelet) skatov zgrajen iz hrustanca. Pri večini skatov je telo sploščene romboidne oblike zaradi širokih prsnih plavuti, podobnih perutim. Izjema pri tem so pilarji oz. žagarice ter skat Rhina ancylostoma, ki je zelo podoben morskemu psu. Po drugi strani imajo nekateri morski psi, kot je navadni sklač, sploščeno telo, ki je podobno skatu. Najmanjše vrste skatov merijo v premeru okoli 30 cm, medtem kot ima lahko npr. orjaška manta premer do 9 m.
Skržne reže se pri skatih nahajajo na spodnji (ventralni) strani telesa, medtem ko se pri morskih psih ob straneh pri glavi. Repna plavut je zakrnela ali celo odsotna, zato plavajo s pomočjo velikih prsnih plavuti. Pri električnih skatih se v prsnih plavutih nahajata električna organa, ki sta bistvena za navigacijo, sporazumevanje in iskanje plena ter za onesposabljanje plena ali obrambo pred plenilcem.
Morski biči imajo biču podoben rep, na koncu katerega se nahaja ena ali dve bodici. Bodice so povezan s strupnimi žlezami. Večina mant, ki spadajo med morske biče, sicer nima bodic na repu. Pravi skati imajo mesnati rep, ki nima bodic. Oči se nahajajo na zgornji strani glave, medtem ko so usta na spodnji strani. V ustih se nahajajo številni drobni zobci ali široke zobne plošče. Pri pilarjih je zgornja čeljust preoblikovana v rostrum, dolgo strukturo podobno meču, ki ima na vsaki strani zobe. Pilarji jo uporabljajo na podoben način kot »grablje«, s katerimi izkopavajo školjke iz sedimenta, ob napadu plenilca pa tudi v samoobrambi.

## Razmnoževanje
Skati se razmnožujejo spolno preko notranje oploditve. Ta ima pred zunanjo oploditvijo številne prednosti, saj je za oploditev potrebne manj semenske tekočine (sperme), jajčeca pa niso izpostavljena plenilcem. Višek energije, vložene v razmnoževanje, se tako ne porazgubi v okolje.
Med parjenjem samci prenesejo spermo v kloako samice preko pterigopodija, zunanjega spolnega organa. Nekateri skati, predvsem pravi skati, so jajcerodni (oviparni), pri čemer se mladiči izvalijo iz jajc, ki jih samica zakoplje v mehek sediment, ostali pa so živorodni (viviparni), pri čemer se zarodek (embrij) razvije v materinem telesu. Mnogo od teh, predvsem električni skati, pilarji in morski biči so ovoviviparni, kar pomeni, da se zarodek sicer razvija v materinem telesu, vendar znotraj jajc, kjer dobiva hrano iz rumenjaka. Poleg tega dobivajo zarodki hrano še od maternice, ki izloča t. i. maternično mleko oz. histotrof. Osebek se nato izvali v materinem telesu, zaradi česar je žival navidezno živorodna.

## Življenjski prostor in prehrana
Večina skatov biva v plitvinah blizu morskega dna ob obali, včasih zaidejo v estuarije. Izjema so npr. mante, ki živijo na odprtem morju. Skati bivajo v različnih podnebnih pasovih, večina vrst pa je kozmopolitskih, kar pomeni, da se življenjski prostor (habitat) razteza preko različnih podnebnih pasov, od hladnih in zmerno toplih do subtropskih in tropskih. Rečni morski biči bivajo v sladkih vodnih sistemih v Južni Ameriki.
Prehrana skatov se razlikuje od skupine do skupine. Večina skatov je mesojedih. Glavne zvrsti plena so manjši raki in mehkužci, pri morskih golobih predvsem polži, ki jih iz sedimenta izkopljejo s pomočjo močnega curka vode, pri pilarjih pa školjke, ki jih izkopljejo s pomočjo rostruma. Med morskimi golobi se mante tako kot največje vrste morskih psov (recimo kitovci) prehranjujejo s planktonom. Električni skati z električnimi sunki onesposobijo ribe.

## Strupenost
Morski biči, ki imajo med vsemi skati edini strupene bodice na koncu repa, niso agresivne živali. Tudi v samoobrambi le redko uporabijo strupene bodice; ob nevarnosti najpogosteje hitro odplavajo stran. Človeku nevarni so predvsem morski biči, ki pripadajo družinam Dasyatidae, Urotrygonidae, Potamotrygonidae in Urolophidae; pripadniki slednje družine so po nekaterih podatkih človeku najnevarnejši. V Združenih državah Amerike opisujejo do 2.000 primerov poškodb zaradi vbodov, v Kolumbiji do 1.000 primerov zaradi vbodov rečnih morskih bičev. V eni od podeželskih bolnišnic v času petih let opisujejo osem smrtnih primerov, 23 amputacij (odstranitev celega uda ali njegovega dela) ter 114 težjih poškodb.
Ena od najpogostejših okoliščin, v kateri pride do vboda, je plavanje v plitvih vodah in stopanje po mehkem morskem dnu ali rečnem mulju, v katerem je lahko zakopan morski bič. Ko človek nenamerno stopi na žival, ga ta nemudoma vbode v nogo, ki je tako najpogostejše mesto vboda, pri majhnih otrocih pa sta ostali pogosti mesti še trebuh in prsni koš. Druga pogosta okoliščina je ribolov, saj je morski bič, ulovljen v mrežo ali na trnek, močno vznemirjen in opleta naokoli z repom, kar lahko poškoduje ribiča. Fotografiranje, zasledovanje in podobne aktivnosti s strani potapljačev morskega biča prav tako lahko vznemirijo.
Velikost strupenih bodic se med vrstami morskih bičev razlikuje: pripadniki družine Gymnuridae imajo slabo razvite bodice z dolžino do 2,5 cm, medtem ko imajo morski golobi močne bodice z dolžino do 12 cm. Pri večjih vrstah je bodica lahko dolga tudi do 37 cm. Bodica je zgrajena iz močne hrustančevine, imenovane vazodentin, ki zlahka predre človeško kožo. Ob straneh se nahajajo zazobki, zaradi česar je globoko zasajeno bodico zelo težko izvleči in je potrebna kirurška pomoč. Na spodnji strani bodic po celi dolžini potekata dva žlebova, izpolnjena z žleznim tkivom, ki izloča strup. Žlezno tkivo in vazodentin sta pokrita z vrhnjico (epitelom), ki se pretrga ob vstopu v tkivu, zaradi česar se v okolico rane prične sproščati strup. Bodice se pogosto prelomijo v telesu žrtve, zato je potrebna kirurška odstranitev odlomljenih delov.
Strup morskih bičev je mešanica toksičnih beljakovin, ki so občutljive na toploto in zaradi denaturacije v veliki meri izgubijo učinek že pri temperaturi 50 °C. Iz strupa morskega biča Urolophus halleri so bile izolirane fosfodiesteraze in 5'-nukleotidaze, iz strupa Potamotrygon falknerii pa proteaze in hialuronidaze. Študije kažejo, da strup morskih bičev učinkuje na sistemski ravni predvsem na obtočila in neposredno na srčno mišičnino, vendar ne zavira prevajanja signala v motorični ploščici; peptid orpotrin v strupu Potamotrygon orbignyji ima npr. vazokonstrikcijski učinek (tj. oži krvne žile).

### Klinična slika in zdravljenje
Dolge bodice povzročijo globoko rano, ki se ob neustrezni obravnavi lahko okuži in celo privede do amputacije. Takoj po vbodu se pojavi močna bolečina, ki se hitro okrepi in vztraja nekaj ur, tudi do 48 ur. Za vbode morskih bičev je značilno, da rane krvavijo razmeroma dolgo. Poleg tega se ob vbodu pojavi oteklina (edem), ki lahko zajame celoten ud. Od sistemskih učinkov, ki so v veliki meri posledica močne bolečine, se lahko pojavijo močno znojenje, bruhanje, slabost, tesnoba (anksioznost), motnje srčnega ritma in ostale motnje obtočil, kot je znižanje krvnega tlaka oz. hipotenzija.
Ob vbodu je treba nemudoma zapustiti morje oz. reko, v primeru, da poškodovanec tega ni sam zmožen, pa mu je treba seveda pri tem pomagati. Rano je treba izpirati s čisto vodo in sterilno obvezati, zarezovanje, izrezovanje in podobni postopki so odsvetovani. Esmarchova preveza pride v poštev začasno samo ob hudi krvavitvi zaradi poškodbe večje žile. Bodice se lahko odstrani samo v primeru, kadar ta ni pregloboko v tkivu, sicer se jo pusti v rani.
Namakanje prizadetega dela v topli vodo lahko učinkovito zmanjša bolečino preko denaturacije toksičnih beljakovin. Pri tem je treba paziti predvsem na temperaturo vode, ki ne sme biti toplejša od 45 °C, da ne pride do dodatnih poškodb v smislu opeklin. Ud se namaka od 5 do 10 min; če v tem času bolečina ne popusti, se s postopkom preneha. V vsakem primeru je treba poiskati zdravniško pomoč.
Za hitro obvladovanje bolečine se lahko v okolico rane vbrizga lokalni anestetik, kot je lidokain, učinkoviti pa so tudi opioidi, kot je pentazocin, ki se jih daje intramuskularno ali intravensko. Rano je treba očistiti ter odstraniti vso mrtvino in bodico ali njene odlomljene dele. Rutinsko se opravi rentgensko slikanje (RTG) zaradi morebitnih odlomkov globoko v tkivu, pa tudi zaradi morebitne sekundarne bakterijske okužbe v smislu plinske gangrene. Včasih odlomki niso dobro vidni pod rentgnetskim posnetkom; v tem primeru se opravi ultrazvočno preiskavo. Ob poškodbi prsnega koša, trebuha ali očesa se opravi računalniška tomografija (CT).
Preveriti je treba status cepljenja proti tetanusu, morebitne sekundarne okužbe pa zahtevajo uporabo antibiotika. Preventivna uporaba antibiotikov je nujna ob globoki in/ali umazani rani ter ob zapozneli obravnavi poškodbe. Po celoviti oskrbi so potrebni redni zdravstveni pregledi zaradi možnih zapletov, predvsem okužb ali prikritih krvavitev.